# 목포부두노동자동맹파업
목포부두노동자동맹파업은 1898년 목포항에서 일어난 노동자의 동맹 파업이다. 동맹파업으로는 전국 최초로 일어난 것이었으며 일본 자본가들을 대상으로 임금 인상을 요구했다. 당시 아침부터 저녁 늦게까지 노동에 시달렸음에도 제대로 된 임금을 받을 수 없었던 것에 대해 항의했다.
1903년까지 일어난 동맹파업은 점심을 물로 채웠던 노동자들이 주민과 함께 항거한 것으로서 초보적 노동자들의 항쟁을 상징하는 것이었다.
1897년 개항한 목포항에 있어 각 개항장의 물동량 증대에 따른 항 자체의 성장이 가속화됐으며 특별히 근대적 노동자의 개념이 없던 시대에 노동자로서의 개념이 등장했던 시대에 해당한다. 한편 제국주의 열강의 의도에 따라 식민지적 기형 체제가 들어오면서 면화가 들어오게 된다. 1913년에 간행된 목포지는 당시 부두노동자의 파업투쟁에 대해“목포항에서 최초의 동맹파업은 개항 후 5개월 째인 1898년 2월 일본인 등이 매일 사역하는 한국인 인부의 임전(임금)에 대해 임금지불 및 청구방법을 통일하려는 일본인 자본가의 협정에 반대하는 조선인 노동자들의 노동투쟁이 있었다”고 기록하고 있다.
1903년 12월 파업이 끝났지만 일본 상선의 하역 작업을 하던 조선인 부두 노동자들은 저임금 때문에 고역을 겪어야 했으며 일본 영사관은 일방적으로 낙패(烙牌)를 발행, 이를 소지하지 않는 자는 일본 조계내에서 하역 작업에 종사할 수 없다고 못 박았다.